# Ярцево (деревня, Москва)
Ярцево — деревня в Троицком административном округе Москвы  (до 1 июля 2012 года в составе Подольского района Московской области). Входит в состав поселения Михайлово-Ярцевское.

## Население
Согласно Всероссийской переписи, в 2002 году в деревне проживало 25 человек (9 мужчин и 16 женщин). По данным на 2005 год в деревне проживало 22 человека.

## Расположение
Деревня Ярцево расположена примерно в 27 км к западу от центра города Подольска. Ближайшие населённые пункты — деревни Дровнино и Заболотье.

## Территории,улицыимикрорайоны(поКЛАДР РФ)
Территории и микрорайоны перечисленные ниже, на самом деле географически могут и не находиться внутри самой деревни, а бывают разбросаны вокруг неё, на площади в несколько квадратных километров, в границах поселения Михайлово-Ярцевского. Тем не менее, по КЛАДР все они классифицируются, как улицы деревни Ярцево, а в названии содержат слово Территория или Микрорайон. Так как эти территории возникали и благоустраивались под началом инициативных групп (правлений СНТ, правлений ДСК, дирекций КП и т.п.), то исторически сложилось, что в границах каждой из этих территорий обычно присутствует Территориальное общественное самоуправление:
- ДПК Теремок Территория
- СНТ Полет Территория
- СНТ Ярцево Территория
- Ярцевские Поляны-1 Улица
- Ярцевские Поляны-2 Улица
- Ярцевские Поляны-3 Улица